# Imperator: Rome
Imperator: Rome è un videogioco strategico del 2019, sviluppato dal Paradox Development Studio e pubblicato dalla Paradox Interactive in tutto il mondo su Microsoft Windows, macOS e Linux il 25 aprile 2019. È il seguito di Europa Universalis: Rome, pubblicato dalla Paradox nel 2008.

## Modalità di gioco
Imperator: Rome si concentra principalmente su nazioni e imperi, con una piccola attenzione alla gestione dei personaggi come Crusader Kings II. Il giocatore deve gestire politicamente, economicamente e amministrativamente una delle nazioni presenti nel 304 a.C. (come Roma, Cartagine, l'Egitto, etc.) e condurla alla conquista o al dominio di una mappa che spazia dalla penisola iberica fino all'India. Così come negli altri giochi Paradox, tutte le nazioni presenti nella mappa sono giocabili. Il gioco presenta una varietà di funzionalità, tra cui gestione dei personaggi, popolazione diversificata, nuove tattiche di battaglia, tradizioni militari, diversi tipi di governo, barbari e ribellioni, commercio e miglioramento provinciale.

## Sviluppo
Sviluppato dal Paradox Development Studio e diretto da Johan Andersson (con la speranza di fare un sequel moderno di Europa Universalis: Rome), il gioco è stato annunciato il 19 maggio 2018, ed è uscito il 25 aprile 2019 per Microsoft Windows, macOS e Linux. Come con i recenti giochi di Paradox Development Studio, questo gioco è stato costruito utilizzando il motore Clausewitz, ma con l'aggiunta di un nuovo software noto come "Jomini" (dal nome del generale Antoine-Henri Jomini del XIX secolo) che consente una creazione più semplice e veloce di mod.

## Accoglienza
| Testata                          | Giudizio |
| -------------------------------- | -------- |
| Metacritic (media al 31-01-2020) | 76/100   |
| Multiplayer.it                   | 9.0      |
| PC Gamer                         | 92/100   |
| IGN                              | 8/10     |

Imperator: Rome ha avuto un'accoglienza generalmente positiva.